# Javi Gracia
Javier "Javi" Gracia Carlos (Pamplona, 1 mei 1970) is een Spaans voormalig voetballer en huidig voetbaltrainer.

## Spelerscarrière
Gracia speelde in de jeugd en in het tweede elftal van Athletic Bilbao, maar kwam nooit uit voor de hoofdmacht. In 1992 vertrok hij naar UE Lleida, waarmee hij promoveerde naar het hoogste niveau. Hierna bleef hij tot 1999 in de hoogste competitie actief bij Real Valladolid en Real Sociedad. Hierna speelde hij nog voor Villarreal CF (waarmee hij promoveerde) en Córdoba CF.

## Trainerscarrière
Gracia begon zijn loopbaan als trainer bij de jeugd van zijn voormalige club Villarreal. Hierna werd hij trainer in de lagere Spaanse divisies bij Pontevedra CF en Cádiz CF, alvorens hij terugkeerde bij het tweede elftal van Villarreal.
In 2011 begon Gracia aan zijn eerste buitenlandse klus. Hij werd in Griekenland trainer van Olympiakos Volos en PAE Kerkyra. Na één jaar keerde hij echter al terug naar Spanje waar hij UD Almería ging trainen. Deze club leidde hij naar het hoogste niveau. In 2013 vertrok hij naar CA Osasuna.
In mei 2014 werd hij aangesteld bij Málaga CF. Na twee seizoenen ging hij naar Roebin Kazan in Rusland, waar hij slechts negende werd en na één seizoen vertrok.
In januari 2018 werd hij de coach van Watford in de Premier League. Hij volgde Marco Silva op. Met deze club bereikte hij de finale van de FA Cup. In september 2019 werd hij ontslagen na een slechte seizoensstart.
In juli 2020 werd hij hoofdtrainer van Valencia. Bij die club werd hij in mei 2021 ontslagen. Hierna tekende hij een éénjarig contract bij de Qatarese club Al-Sadd. In 2022 werd hij hier opgevolgd door Juan Manuel Lillo. In februari 2023 werd hij aangesteld als trainer van Leeds United. Hij volgde hier de ontslagen Amerikaan Jesse Marsch op nadat de club in degradatienood was gekomen. Nog geen drie maanden later stuurde de club ook Gracia weg.